# Erb (Schwindegg)
Erb ist ein Gemeindeteil der Gemeinde Schwindegg im oberbayerischen Landkreis Mühldorf am Inn.

## Lage
Die Einöde Erb liegt 1,8 Kilometer nordöstlich vom Schloss Schwindegg am Nordufer der Isen. Sie liegt in der Luftlinie 3,5 Kilometer nördlich der Bundesautobahn A 94. Von deren Ausfahrt 16 (Schwindegg) ist Erb auf einer 5 Kilometer langen Fahrt oder über die deren Ausfahrt 17 (Heldenstein) und die Isentalstraße auf einer 8 km langen Fahrt erreichbar.

## Zugehörigkeit
Erb gehörte bis zum 1. Januar 1973 zur Gemeinde Walkersaich. Diese wurde im Zuge der Gebietsreform 1972 mit ihren Teilorten zu Schwindegg eingemeindet.

## Bevölkerungsentwicklung
In Erb gab es 1871 vier Einwohner. Im Mai 1987 lebten dort drei Einwohner in zwei Wohngebäuden.
| Jahr      | 1871 | 1925 | 1950 | 1970 | 1987 |
| Einwohner | 4    | 4    | 13   | 3    | 3    |